# سیارک ۸۵۴۸
سیارک ۸۵۴۸ (به انگلیسی: 8548 Sumizihara، نامگذاری:1994ER3) هشت هزار و پانصد و چهل و هشتمین سیارک کشف شده‌است که در ۱۴ مارس ۱۹۹۴ کشف شد.
قدر مطلق سیارک برابر ۱۳٫۴۰ است.